# Ferrari F2001
De Ferrari F2001 was een uiterst succesvolle Formule 1-bolide van Scuderia Ferrari voor het seizoen 2001. Rory Byrne en Ross Brawn ontwierpen de auto die 9 van de 17 races won. Het leverde Ferrari de constructeurstitel en Michael Schumacher de vierde wereldtitel.

## Formule 1-resultaten
| Resultaat                     |
| ----------------------------- |
| Winnaar                       |
| Tweede plaats                 |
| Derde plaats                  |
| Gefinisht (punten)            |
| Gefinisht (geen punten)       |
| Niet geklasseerd (NC)         |
| Uitgevallen (DNF)             |
| Niet gekwalificeerd (DNQ)     |
| Gediskwalificeerd (DSQ)       |
| Niet gestart (DNS)            |
| Gewond (INJ)                  |
| Uitgesloten (EX)              |
| Teruggetrokken (WD)           |
| Niet deelgenomen (blanco cel) |
| vetgedrukt (pole position)    |
| cursief (snelste ronde)       |

| Jaar | Chassis       | Motor       | Banden | Coureurs           | 1   | 2   | 3                            | 4                            | 5                            | 6                            | 7                            | 8                            | 9                            | 10                           | 11                           | 12                           | 13                           | 14                           | 15                           | 16                           | 17                           | Punten | WK-plaats |
| ---- | ------------- | ----------- | ------ | ------------------ | --- | --- | ---------------------------- | ---------------------------- | ---------------------------- | ---------------------------- | ---------------------------- | ---------------------------- | ---------------------------- | ---------------------------- | ---------------------------- | ---------------------------- | ---------------------------- | ---------------------------- | ---------------------------- | ---------------------------- | ---------------------------- | ------ | --------- |
| 2001 | Ferrari F2001 | Ferrari V10 | B      |                    | AUS | MAL | BRA                          | SMR                          | SPA                          | OOS                          | MON                          | CAN                          | EUR                          | FRA                          | GBR                          | DUI                          | HON                          | BEL                          | ITA                          | USA                          | JPN                          | 179    | Goud      |
| 2001 | Ferrari F2001 | Ferrari V10 | B      | Michael Schumacher | 1   | 1   | 2                            | DNF                          | 1                            | 2                            | 1                            | 2                            | 1                            | 1                            | 2                            | DNF                          | 1                            | 1                            | 4                            | 2                            | 1                            | 179    | Goud      |
| 2001 | Ferrari F2001 | Ferrari V10 | B      | Rubens Barrichello | 3   | 2   | DNF                          | 3                            | DNF                          | 3                            | 2                            | DNF                          | 5                            | 3                            | 3                            | 2                            | 2                            | 5                            | 2                            | 15                           | 5                            | 179    | Goud      |
| 2002 | Ferrari F2001 | Ferrari V10 | B      |                    | AUS | MAL | BRA                          | SMR                          | SPA                          | OOS                          | MON                          | CAN                          | EUR                          | GBR                          | FRA                          | DUI                          | HON                          | BEL                          | ITA                          | USA                          | JPN                          | 221*   | Goud      |
| 2002 | Ferrari F2001 | Ferrari V10 | B      | Michael Schumacher | 1   | 3   | Gereden met de Ferrari F2002 | Gereden met de Ferrari F2002 | Gereden met de Ferrari F2002 | Gereden met de Ferrari F2002 | Gereden met de Ferrari F2002 | Gereden met de Ferrari F2002 | Gereden met de Ferrari F2002 | Gereden met de Ferrari F2002 | Gereden met de Ferrari F2002 | Gereden met de Ferrari F2002 | Gereden met de Ferrari F2002 | Gereden met de Ferrari F2002 | Gereden met de Ferrari F2002 | Gereden met de Ferrari F2002 | Gereden met de Ferrari F2002 | 221*   | Goud      |
| 2002 | Ferrari F2001 | Ferrari V10 | B      | Rubens Barrichello | DNF | DNF | DNF                          | Gereden met de Ferrari F2002 | Gereden met de Ferrari F2002 | Gereden met de Ferrari F2002 | Gereden met de Ferrari F2002 | Gereden met de Ferrari F2002 | Gereden met de Ferrari F2002 | Gereden met de Ferrari F2002 | Gereden met de Ferrari F2002 | Gereden met de Ferrari F2002 | Gereden met de Ferrari F2002 | Gereden met de Ferrari F2002 | Gereden met de Ferrari F2002 | Gereden met de Ferrari F2002 | Gereden met de Ferrari F2002 | 221*   | Goud      |
| Jaar | Chassis       | Motor       | Banden | Coureurs           | 1   | 2   | 3                            | 4                            | 5                            | 6                            | 7                            | 8                            | 9                            | 10                           | 11                           | 12                           | 13                           | 14                           | 15                           | 16                           | 17                           | Punten | WK-plaats |

* 14 van de 221 punten werden met de Ferrari F2001 behaald. De andere 207 werden met de Ferrari F2002 gescoord.

### Eindstand coureurskampioenschap

#### 2001
- Michael Schumacher: 1e (123 pnt)
- Rubens Barrichello: 3e (56 pnt)

#### 2002
- Michael Schumacher: 1e (144 pnt)
- Rubens Barrichello: 2e (77 pnt)